# فيليب مرسييه
فيليب مرسييه (مكتوب أيضًا فيليب مرسييه كان فنانًا من أصل هوجوينوت فرنسي من مملكة براندنبورغ-بروسيا الألمانية ( مملكة بروسيا لاحقًا)، والتي تُعرف عادةً بالمدرسة الفرنسية .  نشط في إنجلترا طوال معظم حياته العملية، ويعتبر مرسييه واحدًا من أوائل ممارسي أسلوب الروكوكو ، ويُنسب إليه الفضل في التأثير على جيل جديد من الفنانين الإنجليز في القرن الثامن عشر. 

## روابط خارجية
- 59 artworks by or after Philippe Mercier at the Art UK site
- Portraits by Philip Mercier at the National Portrait Gallery, London
- Paintings by Philip Mercier at Tate Britain
- Works by Mercier from Art.com
- Works by Mercier from Invaluable.com
- John Ingamells archive